# Marathon van Praag 1998
De marathon van Praag 1998 werd gelopen op zondag 24 mei 1998. Het was de vierde editie van de marathon van Praag. De Keniaan Elijah Lagat kwam bij de mannen als eerste over de streep in 2:08.52. Met deze overwinning won hij $ 29.000 aan prijzengeld. De Wit-Russische Elena Vinitskaya won net als de twee vorige edities bij de vrouwen in 2:34.25.
Deze editie was eveneens het toneel van de Tsjechische kampioenschappen. Deze titels werden gewonnen door respectievelijk Pavel Kryska (tiende in 2:17.13) bij de mannen en Karla Malisova (elfde in 3:00.33) bij de vrouwen.
In totaal finishten 2222 marathonlopers, waarvan 233 vrouwen.

## Uitslagen

### Mannen
| rang   | naam                | land | tijd    |
| ------ | ------------------- | ---- | ------- |
| Goud   | Elijah Lagat        | KEN  | 2:08.52 |
| Zilver | Samson Kandie       | KEN  | 2:09.10 |
| Brons  | Ezael Tlhobo        | RSA  | 2:09.54 |
| 4      | Leonid Shvetsov     | RUS  | 2:11.52 |
| 5      | Eduard Tukhbatullin | RUS  | 2:15.42 |
| 6      | Abel Gisemba        | KEN  | 2:15.45 |
| 7      | Vladimir Kotov      | BLR  | 2:15.48 |
| 8      | Badine El Miloudi   | MAR  | 2:16.13 |
| 9      | Nicolas Kioko       | KEN  | 2:16.31 |
| 10     | Pavel Kryška        | CZE  | 2:17.13 |
| 11     | Janos Szeman        | HUN  | 2:17.25 |
| 12     | Alfredo Luserreta   | ESP  | 2:17.33 |
| 13     | Jan Blaha           | CZE  | 2:18.44 |
| 14     | Simon Chirchir      | KEN  | 2:18.56 |
| 15     | Yrjö Pesonen        | FIN  | 2:18.58 |
| 16     | Petr Klimes         | CZE  | 2:19.20 |
| 17     | Jesse Maina         | KEN  | 2:19.23 |
| 18     | Stephenson Nyamu    | KEN  | 2:20.08 |
| 19     | Petr Novák          | CZE  | 2:20.27 |
| 20     | Petr Pipa           | SVK  | 2:21.17 |
| 21     | Jackson Kipngok     | KEN  | 2:21.58 |
| 22     | Simon Mphulanyane   | RSA  | 2:23.10 |
| 24     | Ambrose Makau       | KEN  | 2:27.32 |

### Vrouwen
| rang   | naam                | land | tijd    |
| ------ | ------------------- | ---- | ------- |
| Goud   | Elena Vinitskaya    | BLR  | 2:34.25 |
| Zilver | Irina Permitina     | RUS  | 2:36.21 |
| Brons  | Franziska Moser     | SUI  | 2:37.53 |
| 4      | Agnes Jakab         | HUN  | 2:38.08 |
| 5      | Elena Tsukhlo       | BLR  | 2:41.24 |
| 6      | Valentina Santalova | KAZ  | 2:47.06 |
| 7      | Anna Balosakova     | SVK  | 2:47.44 |
| 8      | Ida Kovacs          | HUN  | 2:47.56 |
| 9      | Maria-Luisa Boselli | ITA  | 2:53.46 |
| 10     | Ludmila Melicherova | SVK  | 2:55.36 |
| 11     | Karla Malisova      | CZE  | 3:00.22 |
| 12     | Annelli Sodergards  | SWE  | 3:00.33 |
| 13     | Petra Havlova       | CZE  | 3:06.20 |
| 14     | Tana Metelkova      | CZE  | 3:06.44 |
| 18     | Ivana Martincova    | CZE  | 3:09.43 |

1995 ·
1996 ·
1997 ·
1998 ·
1999 ·
2000 ·
2001 ·
2002 ·
2003 ·
2004 ·
2005 ·
2006 ·
2007 ·
2008 ·
2009 ·
2010 ·
2011 ·
2012 ·
2013 ·
2014 ·
2015 ·
2016 ·
2017